# Chiasmodon
Chiasmodon är ett släkte av fiskar. Chiasmodon ingår i familjen Chiasmodontidae.
Kladogram enligt Catalogue of Life:
| Chiasmodon | \| \| Chiasmodon asper \| \| \| \| \| \| Chiasmodon braueri \| \| \| \| \| \| Chiasmodon harteli \| \| \| \| \| \| Chiasmodon microcephalus \| \| \| \| \| \| Chiasmodon niger \| \| \| \| \| \| Chiasmodon pluriradiatus \| \| \| \| \| \| Chiasmodon subniger \| \| \| \| |
|            | \| \| Chiasmodon asper \| \| \| \| \| \| Chiasmodon braueri \| \| \| \| \| \| Chiasmodon harteli \| \| \| \| \| \| Chiasmodon microcephalus \| \| \| \| \| \| Chiasmodon niger \| \| \| \| \| \| Chiasmodon pluriradiatus \| \| \| \| \| \| Chiasmodon subniger \| \| \| \| |
|            | Dysalotus |
|            | |
|            | Kali |
|            | |
|            | Pseudoscopelus |
|            | |
|            | Chiasmodon asper |
|            | |
|            | Chiasmodon braueri |
|            | |
|            | Chiasmodon harteli |
|            | |
|            | Chiasmodon microcephalus |
|            | |
|            | Chiasmodon niger |
|            | |
|            | Chiasmodon pluriradiatus |
|            | |
|            | Chiasmodon subniger |
|            | |

|  | Chiasmodon asper         |
|  |                          |
|  | Chiasmodon braueri       |
|  |                          |
|  | Chiasmodon harteli       |
|  |                          |
|  | Chiasmodon microcephalus |
|  |                          |
|  | Chiasmodon niger         |
|  |                          |
|  | Chiasmodon pluriradiatus |
|  |                          |
|  | Chiasmodon subniger      |
|  |                          |